# خزرها
خزرها مردمانی ترک و نیمه‌کوچ‌نشین بودند که در اواخر قرن ششم پس از میلاد یک امپراتوری با پشتوانه تجارتی بزرگ را تشکیل دادند که بخش جنوب شرقی اروپای مدرن، روسیه، جنوب اوکراین، کریمه و قزاقستان را پوشش می‌داد. خزرها مردمانی جدا شده از خاقانات غربی ترک بودند که از سدهٔ ششم تا دهم میلادی در سرزمین‌هایی از پایین دست رود ولگا، تا کرانهٔ شرقی دریای سیاه و شمال قفقاز حکمرانی می‌کردند.
خزرستان با پا نهادن بر شریان اصلی بازرگانی بین اروپای شرقی و آسیای جنوب غربی، به یکی از برجسته‌ترین امپراتوری‌های بازرگانی جهان در اوایل قرون وسطی تبدیل شد که نظارت بر کاروان‌های غربی جاده ابریشم را بر عهده داشت و نقش بازرگانی مهمی را به عنوان چهارراه بین چین و خاورمیانه و روسیه کیف ایفا کرد.
واردات و صادرات و درآمدهای حاصل از اخذ مالیات از بازرگانی کالاها، از ویژگی‌های بارز اقتصاد خزرستان بود. برای حدود سه قرن (حدود ۶۵۰–۹۶۵) خزرها بر منطقه وسیعی که از استپ‌های ولگا-دون تا کریمه شرقی و شمال قفقاز امتداد داشت تسلط داشتند. خزرها تاجر بزرگ برده بودند و اسلاوها و قبایل اسیر شده از سرزمین‌های شمالی را به بازار مسلمانان عرضه می‌کردند. همچنین بازرگانان خزر در قرن دوازدهم در قسطنطنیه و اسکندریه فعال بودند.
هرچند منشأ نام خزر و سرآغاز تاریخ آنان به خوبی مشخص نیست اما با قطعیت می‌توان گفت که خزرها در اصل ساکن شمال قفقاز و بخشی از خاقانات ترکی غرب بودند. آن‌ها در سدهٔ ششم میلادی با ایرانیان تماس داشته و در جریان لشکرکشی هراکلیوس امپراتور بیزانس علیه ایران ساسانی وی را یاری رساندند.
خزرها در ابتدای سدهٔ هفتم از امپراتوری ترکان در شرق خود مستقل شدند، اما در میانه‌های همین قرن اعراب مسلمان تا شمال قفقاز پیشروی کرده و از آن پس تا میانه‌های قرن هشتم سلسله‌ای از جنگ‌ها میان این دو قدرت رخ داد. عرب‌ها ابتدا خزرها را در سال ۶۶۱ وادار به تسلیم دربند کردند، اما در سال ۶۸۵ خزرها با یورش مجدد تا جنوب قفقاز پیش رفتند. ولی پس از جنگ‌های متعدد در دههٔ ۷۲۰ در ارمنستان ناچار به عقب‌نشینی به سوی شمال قفقاز شدند.
با این حال پیروزی‌های اولیهٔ آن‌ها اهمیت بسیاری در جلوگیری از گسترش مرزهای شمالی حکومت اعراب به سوی اروپای شرقی داشت. با عقب‌نشینی خزرها به سمت شمال، از سال ۷۳۷ شهر آتیل در نزدیکی دلتای ولگا پایتخت خزرستان شد و آن‌ها کوه‌های قفقاز را به عنوان مرز جنوبی خود پذیرفتند.
آن‌ها همسایهٔ قلمروی خلافت عباسی و امپراتوری روم شرقی بودند.
آنان مردمانی ترک‌زبان بودند که به صحراگردی و تاخت‌وتاز در ممالک همجوار اشتغال داشتند و غالباً به طرف وادی رود کورا می‌آمدند. بنای استحکامات بزرگی چون شهر دربند (یا باب‌الابواب) در شمال قفقاز که در عهد ساسانیان برای جلوگیری از حملات خزرها ساخته شده‌بود، هنوز پابرجاست.
خزرستان یک قلمروی چند قومی بود و بیشتر جمعیت آن از آمیزهٔ ترک‌تباران، اورالی‌ها، اسلاوها و مردمان قدیم قفقاز (نیاکان گرجی‌ها و چچن‌ها و …) تشکیل شده‌بود.
در سدهٔ دهم میلادی میان سال‌های ۹۶۵ و ۹۶۹ این کشور بدست اسلاوهای شرقی (روس‌های کیف) به نابودی کشیده شد.

## ریشه شناسی واژه
خزر /xazar/
۱- نام بلوکی از گیلان که دریای گرفته شده از نام آنهاست.[۱۹]
۲- نام مردمی باشد در کرانه های قفقاز و ترکستان می زيسته اند و سپس به کنار دریای گیلان آمده‌اند و خود را مردم خزر نامیدند.[۲۰]
۳-خزر  در پهلوی "xazar"  نوشته و گفته می شده است.[۲۱]
خدایگانا زین پس چو رای غزو کنی به هرسپاه کشن سوی روم وسوی خزر[۲۲]

## تاریخ
خزرها را می‌توان تا اندازه‌ای با هون‌ها (هون‌های زرد) همسان دانست. این تیره کمابیش در سدهٔ ۵ پس از میلاد از بیابان‌های شرقی آسیا و شمال چین برخاسته و به همراه هون‌ها به شمال قفقاز و سرزمین ایران آمده‌اند.
به عبارت دیگر این قوم در بین شمال‌غربی این دریا و دریای سیاه سکونت داشتند.
خزرها به همراه دیگر اقوام بیابانگرد، در زمان ساسانیان، بارها و بارها به سرزمین ایران می‌تاختند و پس از حضور کوتاه‌مدت خود معمولاً به دست سپاه ساسانی از مرزهای ایران بیرون رانده می‌شدند. این قوم هم‍واره با بیزانس بر ضد ایران هم‌پیمان بود.
خزران در زمان خسرو انوشیروان در سدهٔ ششم میلادی از بقایای آن‌ها به ناحیهٔ شمال قفقاز آمدند و به‌طور کلی در منطقهٔ بخش میانی و جنوبی رود ولگا زندگی می‌کردند. آن‌ها در سدهٔ ششم میلادی با ایرانیان تماس داشته و در جریان لشکرکشی هراکلیوس امپراتور بیزانس علیه ایران ساسانی وی را یاری رساندند.
خاقانات خزرها از اتحاد قبایل گوناگون تشکیل شده بود و در اوج قدرت خود (سدهٔ نهم میلادی) شامل غرب قزاقستان کنونی، جنوب روسیه، شرق اوکراین و بخش بزرگی از قفقاز (شامل داغستان، آذربایجان و گرجستان و غیره) و شبه‌جزیرهٔ کریمه می‌شد. خزرها در اکثر موارد متحد امپراتوری بیزانس علیه شاهنشاهی ساسانی بوده‌اند. آن‌ها در ایستادگی در برابر حملات اعراب بسیار موفق بودند و به احتمال زیاد مانع یورش اعراب به اروپای شرقی شده‌اند.
خزرها در ابتدای سدهٔ هفتم از امپراتوری ترکان در شرق خود مستقل شدند اما در میانه‌های همین قرن اعراب مسلمان تا شمال قفقاز پیشروی کرده و از آن پس تا میانه‌های قرن هشتم سلسله‌ای از جنگ‌ها میان این دو قدرت رخ داد.
عرب‌ها ابتدا خزرها را در سال ۶۶۱ وادار به تسلیم دربند کردند، اما در سال ۶۸۵ خزرها با یورش دوباره تا جنوب قفقاز پیش رفتند. پس از جنگ‌های متعدد در دههٔ ۷۲۰ در ارمنستان ناچار به عقب‌نشینی به شمال قفقاز شدند. با این حال پیروزی‌های اولیهٔ آن‌ها اهمیت بسیاری در جلوگیری از گسترش مرزهای شمالی حکومت اعراب به سوی اروپای شرقی داشت.
با عقب‌نشینی خزرها به سمت شمال پایتخت خزرستان از سال ۷۳۷ شهر آتیل در نزدیکی دلتای ولگا شد و آن‌ها کوه‌های قفقاز را به عنوان مرز جنوبی خود پذیرفتند.
طبقهٔ حاکم آنان پس از مدتی دین یهود را برگزیدند تا خود را از دید عقیدتی در برابر حملات اسلام و بیزانس مسیحی مدافعه کنند. دیگر شهرهای مهم خزرها در دلتای ولگا سمندر، خزران و در قفقاز بلنجر، سمیران و سمبلوت بود.
در آستانهٔ فتوحات اسلامی، خزران قدرت مهمی در روسیهٔ جنوبی و قفقاز شرقی بودند. کوشش‌هایی که اعراب برای درهم شکستن قدرت خزران به کار بردند، آنطور که باید هنوز معلوم نگشته است. در آستانهٔ انقراض امویان بود که تلاش اعراب به موفقیت رسید. عباسیان ناچار بودند هم خود را متوجه جهات دیگر سازند. مهیب‌ترین هجوم خزران به شمال ایران در ۱۸۳/۷۹۹، در خلافت هارون الرشید، صورت گرفت.
در ایام قدیم‌تر، که شرح آن در تاریخ الباب آمده است (قرن‌های نهم-دهم)، خزران هنوز صاحب قدرت بودند، همان گونه که در ۲۸۸ ه‍.ق/ ۹۰۱ م، در عصر فرمانروایی شاهی به نام «پسر بلجان»، شاهد حملهٔ ایشان به دربند هستیم، اما نیرومند شدن دولت کیف، برخی حملات از سوی خوارزم، فشار طوایف ترک تازه از راه رسیده و سستی سازمان ادارهٔ کشور، که در آن گروه‌های مختلف قومی و دینی (مسلمان، مسیحی و یهودی) در کنار هم همزیستی داشتند، قدرت خزران را متلاشی ساخت. ضربهٔ نهایی را امیر کیف سویاتوسلاو با ویران کردن پایتخت خزران، وارد آورد.
مرکز اولیهٔ خزران، سمندر در گوشهٔ شمال شرقی قفقاز قرار داشت و زیر فشار اعراب (مقارن ۱۰۴/ ۷۲۳) بود که پایتخت را به مصب ولگا منتقل ساختند. سرزمین‌های پیشین خزر در نزدیکی دریای خزر و در منطقهٔ داغستان، به‌طور کامل به دست اعراب نیفتاد و نفوذ فراوان خزران باید همچنان در آنجا باقی مانده باشد.

## نژاد
ترکان و خزران از نظر نژادی و قومی، مخلوط بودند. در میان ترکان، مردمان سیاه‌مو با چشمان قهوه‌ای تیره تا مردم مو سرخ و چشم سبز و فندقی بوده است. ابن سعید المغربی، خزران را چشم آبی با پوست روشن و موهای قرمز توصیف کرده است. بسیاری دیگر از قبایل اولیهٔ ترک، موی سرخ داشتند. منابع مسلمان و چینی‌ای که به مردمانِ قرقیز باستانِ ساکن در شمال کوه‌های سایان و بالای رود ینی‌سئی اشاره دارند، آن مردم را مو سرخ، چشم آبی و سفیدپوست توصیف کردند.
در مطالعات ژنتیکی، نه اسکلت مربوط به قرن‌های ۷ تا ۹ که از تپه‌هایی در منطقه روستوف کاوش شده بودند مورد تجزیه و تحلیل قرار گرفتند. بر اساس مطالعه در سال ۲۰۱۹، نتایج «ریشه‌های ترکی خزرها را تایید می‌کند، اما تنوع قومیتی آنها و برخی از ادغام جمعیت‌های تسخیر شده را نیز برجسته می‌کند». 

### خزر نام ناحیه یا قوم
در خصوص اینکه خزر نام قوم است یا نام ناحیه و اگر خزر قومیت است نژاد آن‌ها و مذهب و زبان آن‌ها چه بوده است؟ در متون کلاسیک فارسی و عربی اختلاف نظر وجود دارد. پرویز ورجاوند در مقاله‌ای تحت عنوان «دریای مازندران یا خزر» در مجلهٔ اطلاعات سیاسی اقتصادی (شمارهٔ ۱۸۸ خرداد ۱۳۸۲) ضمن مخالفت با نام دریای خزر (خزران را یک قوم مهاجم دانسته) و یادآوری نموده که قباد یکم ساسانی توانست قوم خزر را که به خاک ایران‌زمین وارد شده بودند، را تا آنسوی رودخانهٔ ولگا براند.
وی فرمان داد تا شهر دربند و دژ دربند بازسازی شود. این دژ شهر که هنوز نام پهلوی بر خود دارد و در جمهوری داغستان روسیه واقع است شمالی‌ترین مرزبانی ایران در زمان ساسانیان بوده است، بنابر کتیبهٔ پهلوی که بر دیوارهای سنگی این شهر نصب است، دژ دربند به فرمان خسرو انوشیروان، ساخته می‌شود تا جلوی تازش اقوام شمالی گرفته شود و قباد، پسر خسرو انوشیروان، پس از واپس راندن خزرها، در پیروز نامه‌ای که بر سنگ‌های شهر دربند نقش است داستان این پیروزی و فرمانش به بازسازی را نقل کرده است. دژ شهر دربند به عنوان میراث معنوی و فرهنگی به ثبت جهانی رسیده است. آذربایجانی‌ها، لزگی‌ها و تبرسری‌ها بیشترین ساکنان این شهر را تشکیل می‌دهند.
برای دکتر پرویز ورجاوند و مجلهٔ اطلاعات سیاسی اقتصادی پاسخی ارسال شد که همان موقع در چند وبگاه و روزنامهٔ مردم‌سالاری مرداد ۱۳۸۲ و سپس در مجلهٔ علمی-اقتصادی پیام دریای ۱۳۱–۱۳۳ مهر و آذر ۱۳۸۳ چاپ شد و به شبهه‌های مخالفان نام دریای خزر پاسخ داده و اختلاف‌های متعدد و متضادی که در روایت‌ها و مکتوبات در مورد خزران وجود دارد را یادآوری نموده و نوشته است. نام دریای خزر در تمام متون فارسی قراردادها (حدود ۲۰ عهدنامه) و از جمله عهدنامه‌های شاه طهماسب ۱۷۳۲ با پتر کبیر و عهدنامهٔ نادرشاه ۱۷۳۵ (حتی یادداشت‌ها و تفاهم‌نامه‌های بعد از انقلاب اسلامی) فقط با نام‌های بحر خزر، و در لاتین با کاسپین ثبت شده است.
در مورد دریای شمال ایران اگر چه بیشتر از ۴۰ نام دیگر برای آن به‌طور موردی مانند گرگان، گیلان، حوض فارس، بحر جیلان، طبرستان، خراسان، خوارزم، کادوس، هیرکان، ساری، تیپر، بحرالاعاجم (عجم‌ها)، و … بکار رفته ولی همواره نام غالب همان کاسپین (متن‌های اروپایی) و خزر (در متن‌های عربی- فارسی - ترکی) در بیشتر متن‌های عربی (عربی‌شدهٔ کسپین) بر وزن قزوین ثبت شده است.
.
علی‌رغم اینکه در یکی دو کتاب در دورهٔ پهلوی در خصوص خزران و قوم کاسی مطالعاتی انجام شده بود اما اطلاع‌رسانی نشده بود و بخش دانشگاهی ایران نیز گمان می‌کرد که کاسپین یک واژهٔ بیگانه است؛ و درک دقیقی از پیشینهٔ این نام نداشتند.

## زبان
زبان خزری زبانی منقرض‌شده است.
زبان‌شناسان زبان خزری را از شاخهٔ زبان‌های ترکی‌تبار می‌دانند و برخی دیگر آن را همسان زبان بلغاری باستان و زبان هونی از زیرشاخهٔ زبان‌های ترکی‌تبار می‌دانند. تنها واژه‌ای که با الفبای اصلی خزری باقی‌مانده است واژهٔ OKHQURÜM است، به معنی می‌خوانم و در ترکی نو به صورت OKURUM تلفظ می‌شود.

## دین
ساختار مذهبی خزر حول یک شمنیسم معروف به تنگری‌باوری متمرکز بود که پرستش ارواح و آسمان و همچنین پرستش حیوانات را در بر می‌گرفت. همچنین نام «خدای جاودانه آنها که جهان را آفرید» تنگری بود. به گفته بنجامین اچ. فریدمن در بین خزرها پرستش فالیک نیز مرسوم بود. در حدود ۷۴۰ پس از میلاد بولان پادشاه خزرها به یهودیت گروید. به گفته جورج ورنادسکی، در کتاب تاریخ روسیه، در سال ۸۶۰ پس از میلاد، هیئتی از خزرها به قسطنطنیه (که اکنون استانبول نامیده می‌شود) فرستاده شد، جایی که در آن زمان از پایتخت باستانی امپراتوری روم قدیم باقی مانده بود که تحت فرمان امپراتور کنستانتین بزرگ، مسیحی شده بود. پیام آنها این بود:
«ما از زمان‌های بسیار قدیم خدا را پروردگار همه چیز می‌دانستیم و اکنون یهودیان ما را تشویق می‌کنند که دین و آداب و رسوم آنها را بپذیریم و اعراب نیز ما را به ایمان خود می‌کشانند و صلح و هدایای بسیار برای ما وعده می‌دهند.»
مشاهده می‌شود که این بیانیه نشان می‌دهد که یهودیان در سال ۸۶۰ به‌طور فعال به دنبال نوکیشان در خزریه بودند. یهودا هلوی و ابراهیم بن دائود گفتند که نخبگان حاکم خزرها در قرن هشتم به یهودیت خاخامی گرویده‌اند، اما دامنه گرویدن به یهودیت در خانات خزر نامشخص است.
گرویدن به یهودیت در مکاتبات خزر و منابع خارجی قرون وسطی ذکر شده است. اصالت این ادعا مدتها مورد تردید بود، اما این اسناد اکنون به‌طور گسترده توسط متخصصان به عنوان معتبر یا منعکس کننده سنت‌های داخلی خزرستان پذیرفته شده است. از سوی دیگر، شواهدی مبنی بر تغییر دین مبهم باقی مانده است، و ممکن است نشان دهنده ناقص بودن کاوش‌ها باشد.

## مقالات مرتبط
- نبرد مرج اردبیل